# 平戸七宝
平戸七宝（ひらどしっぽう）
- 長崎七宝（ながさきしっぽう）の別名。または、長崎七宝と同じ趣を呈すとされる作。
- 細金細工（平戸細工）に七宝を組み合わせたもの。明治以降に東京や京都といった産地で見られた作など。

## 歴史
長崎県平戸市は、旧肥前国平戸藩松浦氏の城下町で、江戸時代に徳川家康からの朱印状をうけ国内で唯一の中国やポルトガル、オランダなどとの貿易港として栄えた都市である。家康の時代、諸外国の七宝の釉薬は、中国では不透明なものであったが、西洋では透明なものも見られた。長崎にはその両方の釉薬がもたらされた可能性があり、江戸初期に活躍した平田彦四郎道仁の作と目される花雲文七宝鐔のような透明感のある作との関連が推測されている。
しかし、今日、長崎七宝ないし平戸七宝として伝えられている七宝鍔などは、西欧風の図柄や文様が描かれることが多いと評されているものの、泥七宝と呼ばれる不透明の釉薬を用いた作が多く、透明感のある釉薬が長崎周辺で普及していた痕跡は乏しい。なお、上述の初代彦四郎道仁と同じ頃、九州にも同じ平田を名乗る金工平田彦三（寛永12年）がおり、七宝流鍔等を制作している。『米光文書』なる史料によれば、彦三は、細川三斎に従い豊前国から肥後国へと移った松本因幡守の子にあたり、その系図の肩注に「白金細工鍔七宝流」という記載があることから、彦三の子、少三郎も七宝流鍔に関わっていたと考えられている。
この頃の九州肥後では、肥後金工が繁栄し、「林」、「西垣」、「志水」、「平田」の諸派が大きな勢力を誇ったとされている。
しかし、金工としての平田は三代目がその職を他に譲り、以後は金銀の改役や世話役などの仕事を続けて明治に至っている。
一方、寛永11年（1634年）の『オランダ商館長日記』などの史料によれば、平戸のオランダ商館を通じ、平戸藩主松浦隆信が見本を示して七宝の鐔、薬剤用小箱、香炉、酒瓶、盃などをバタヴィアのオランダ総督に依頼した記録が残っており、これら以外にも七宝器の注文の記録がある。このことから、既に国内でヨーロッパの七宝器が知られていたのは間違いなく、注文通りの品が輸入されていた可能性も十分考えられる。
その後、寛永16年（1639年）の南蛮（ポルトガル）船入港禁止の頃から、いわゆる鎖国期に入り、寛永18年（1641年）にオランダ商館は平戸から出島に移る。以後、幕末に至るまでオランダ船の発着、商館員の居留地は出島のみに限定された。

## 全国の平戸七宝の記録

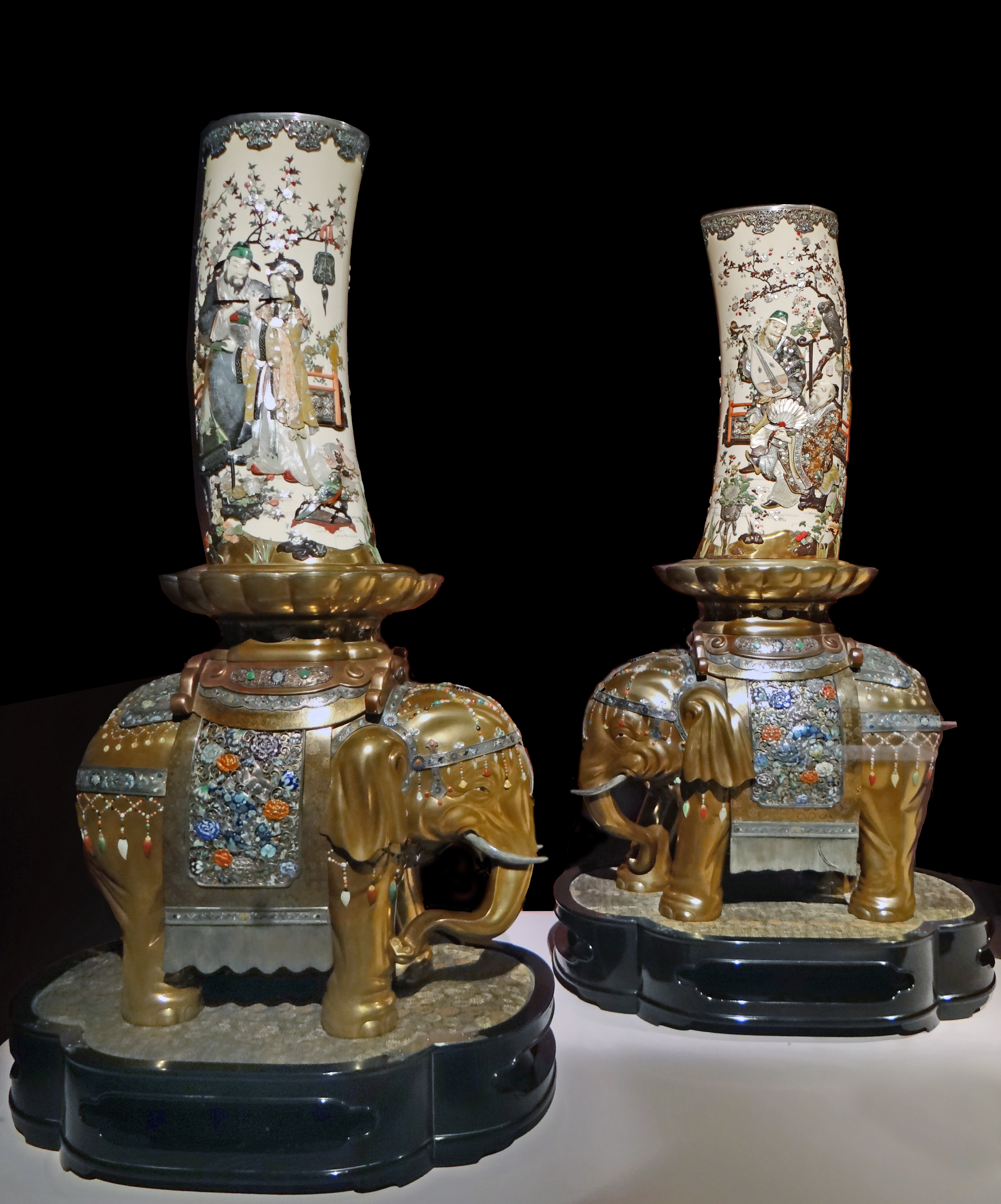
平塚茂兵衛の作（下部の黄金象の彩色を担当）

明治期には、東京や京都でも平戸七宝と呼ばれる七宝器が製造された記録が残っている。例えば、東京で活躍した2代平塚茂兵衛（ひらつか もへい）・敬之（1836年 - 1900年）は、当時としては希な透明釉を用いていたことから「透明七宝工」と称された名工であり、その作は『七宝流し』だったとも、『平戸七宝』だったとも伝えられている。
平塚の作は、先代からの製造の依頼主である横浜の大関一家（大関定次郎）により第一回内国勧業博覧会に出品され、龍紋賞牌を受賞している。その審査評語には「金線を用いて細に草花を描き玻璃質の各色琺瑯を施す」とあり、細金細工の特徴が見える。
そして、第二回内国博の目録では「手釦紐 金銀線 花鳥の模様七宝流し」、第三回内国博の目録では「銀平戸七宝香炉」の記載が見られる。
一方で、第一回内国博の目録には、上述の大関とは別の出品者として佐塚留吉の名があり、こちらは「小皿 金銀七宝焼」と記されている。
さらに、平塚本人の出品として「緒締 金、七宝象嵌」が記されており、作品の納入先（出品者）や時期などにより様々に形容されていたようである。
なお、当時の平塚の技量を示すものとしては、明治11年に、正倉院宝物の「黄金瑠璃鈿背十二稜鏡（おうごんるりでんはいじゅうにりょうきょう）」の複製品の制作をしており、これは東京国立博物館が所蔵している。
伝承によれば、従来の七宝は、衝撃に弱く、すぐに文様が剥離する欠点があったが、平塚は細い金銀の線を、文様上にろう付けするなどの独自の工夫を重ね、その欠点を改良したとされている。そして、平塚の作は米国のシカゴ万国博覧会で金賞を受賞し、日本平戸七宝の名が世界に喧伝されたと伝えられている。平塚は、東京押上の三千坪の大邸宅にて、40～50名の職人を養成したが、明治33年10月に六十五歳で没したという。　
一方、明治33年（1900年）の京都府の調査によれば、明治18年～22年頃、京都でも平戸七宝なるものが産出された記録が残っている。京都では、明治5年から銅器七宝が産出されており、明治7年には業者として佐野豊三郎や陶工の錦光山宗兵衛の名前が記されていることから、上述の京都産の平戸七宝は、これら銅器七宝や陶胎七宝とは異なる作風のものだったと思われる。この時代、「平戸」といえば、よく平戸島で制作されていた南蛮渡来の細金細工を意味していた。たとえば、1870年（明治3年）から 1876年（明治9年）にかけて刊行された仮名垣魯文作の滑稽本「西洋道中膝栗毛」の第3編の中で、『根附が象牙に銀の鏡蓋で、緒〆(をじめ)が平戸(ひらと)で、金物(かなもの)が四分一の対(つい)びやう、裏座(うらざ)が銀で、極(ごく)しぶのいやみなし。』とある。従って、当時「平戸七宝」といえば、よく細金細工に七宝（七宝流し）を施したものが想起されたと思われる。これは、上述の東京の2代平塚茂兵衛の作風とも一致する。